# Chiesa di Santa Maddalena (Bolzano)
La chiesa di Santa Maddalena (in tedesco St. Magdalena in Prazöll) a Bolzano è una caratteristica chiesa in stile romanico del XIII secolo.

## Storia

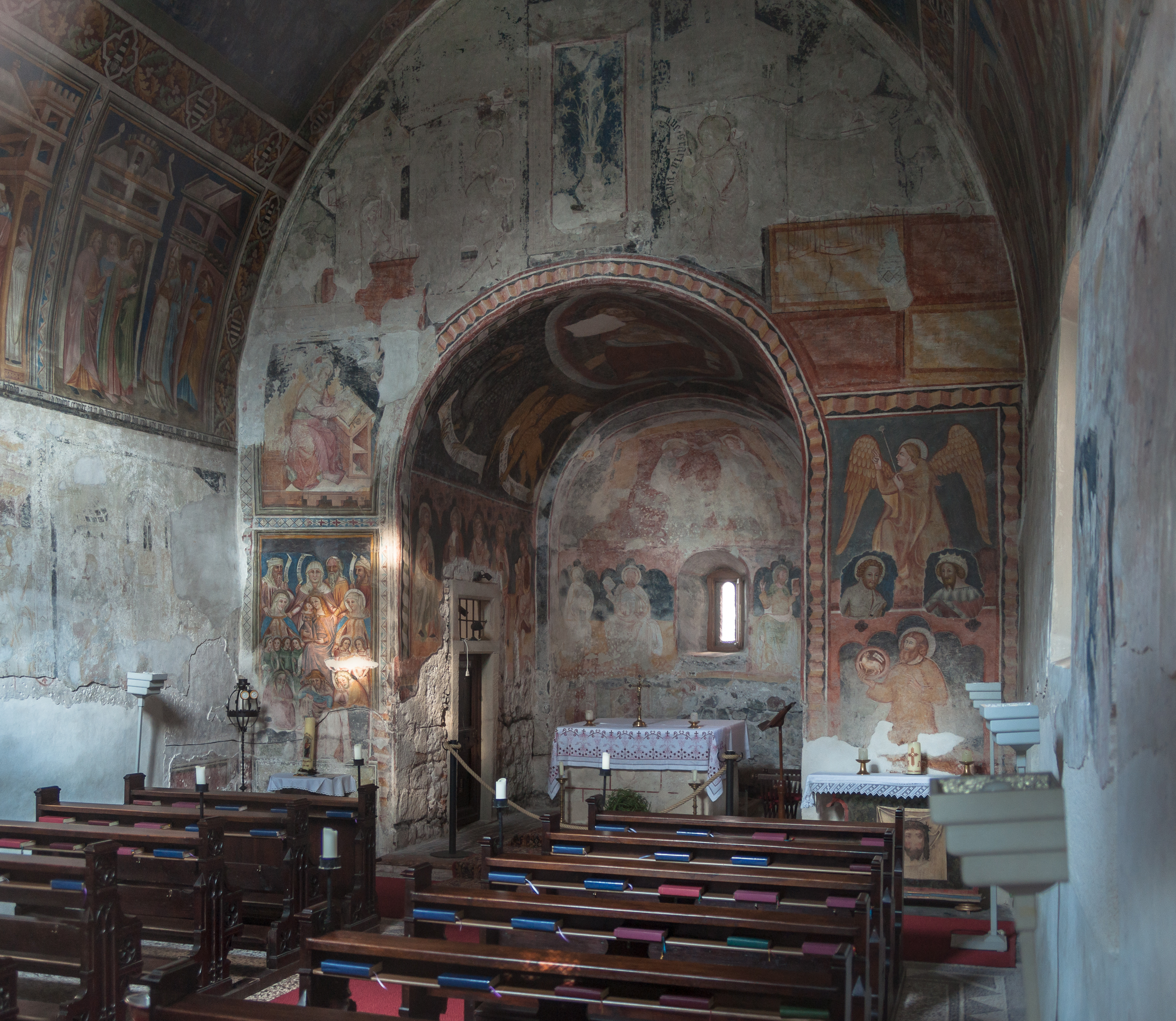
L'interno della chiesa

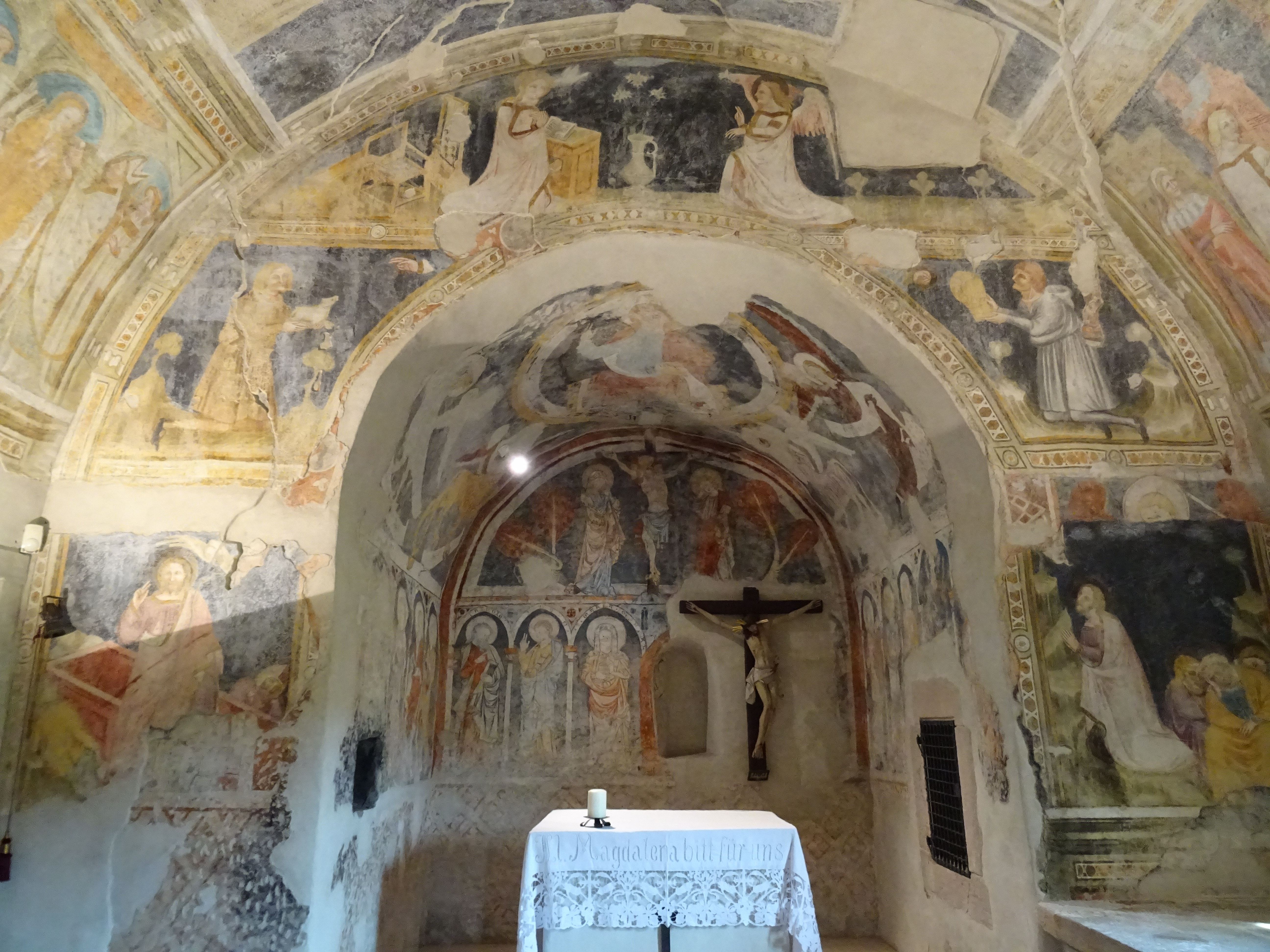
Affreschi dell'abside e dell'arco santo

La chiesa è situata nello storico quartiere bolzanino di Rencio in località Santa Maddalena (St. Magdalena, anticamente chiamata Prazöll), centro vinicolo produttore dell'omonimo vino, il St. Magdalener. La zona risulta attestata per la prima volta in un documento della chiesa vescovile di Bressanone negli anni 1170-74 quale Placedell, quando un tale Otacher vom Berg donò un bene ivi situato al capitolo del duomo di Bressanone. La chiesa in stile romanico viene documentata per la prima volta nel 1295 quale ecclesia sancte Marie Magdalene de Placedelle ed è situata in una suggestiva posizione scenografica ai piedi del Renon e di fronte al Catinaccio. Nel corso degli anni '60 del Novecento la chiesa subisce un importante restauro, che restituisce alla chiesa le pitture lineari che ricoprono l'abside.

## Interni
L'interno della chiesa è ricoperto di pregiati e significativi affreschi eseguiti in due diverse fasi, una verso la fine del XIII secolo e la seconda nella seconda metà del XIV secolo, che raffigurano la Passione di Cristo e dieci interessanti scene della vita della Maddalena. Tra le raffigurazioni nella navata vi è il Cristo nella Mandorla, tipico di molte chiese bolzanine. I dipinti della Crocifissione, della Lapidazione di Santo Stefano, dell'Incoronazione di Maria sono conservati presso il Museo Civico di Bolzano. L'altare maggiore è opera di Oswald Krad.